# Schwarzenausee
Der Schwarzenausee ist ein Baggersee im bayerischen Landkreis Kitzingen beim Dorf Schwarzenau der Marktgemeinde Schwarzach am Main.

## Geographie
Der See liegt im Unterraum Schwarzacher Talweitung des Naturraums Mittleres Maintal. Er gehört zum geringeren Teil zu einer kleinen Gemeindeexklave von Sommerach, überwiegend aber zur Teilgemarkung des Schwarzacher Gemeindeteils Schwarzenau. Die Mitte des Sees liegt etwa 1,5 km nördlich der Schwarzenauer Ortsmitte in der recht breiten rechten Talaue neben dem Main, der dort am Ende der Volkacher Mainschleife südsüdostwärts fließt und noch vor Schwarzenau sich mit dem Volkacher Mainkanal wiedervereint.

## Beschreibung
Der auf 192 m ü. NHN liegende See ist etwa 840 Meter lang, bis 250 Meter breit und hat eine Fläche von etwa 15 Hektar. Er ist erst seit dem letzten Viertel des 20. Jahrhunderts durch Kiesabbau entstanden. Ein etwa 30 Meter breiter und 60 Meter langer Durchstich verbindet ihn mit dem Main. Der See ist an zwei Stellen eingeschnürt, zwei gebogene Halbinseln ragen von beiden Seiten der engen südlichen Einschnürung aus fast bis ans jeweilige Ufer des mittleren Seeteils, so dass die beiden engen Buchten zur Verlandung neigen.

### BayernAtlas („BA“)
Amtliche Online-Gewässerkarte mit passendem Ausschnitt und den hier benutzten Layern: Schwarzenausee und Umgebung

Allgemeiner Einstieg ohne Voreinstellungen und Layer: BayernAtlas der Bayerischen Staatsregierung (Hinweise)
1. ↑  Höhe nach blauer Beschriftung auf dem Hintergrundlayer Amtliche Karte (Rechtsklick).
2. 1 2 3  Dimensionen abgemessen auf dem Hintergrundlayer Amtliche Karte.
3. ↑  Einzugsgebiet abgemessen auf dem Hintergrundlayer Amtliche Karte.
4. ↑  Entstehungszeit nach dem Layer Zeitreise.

### Sonstige
1. ↑  Horst Mensching, Günter Wagner: Geographische Landesaufnahme: Die naturräumlichen Einheiten auf Blatt 152 Würzburg. Bundesanstalt für Landeskunde, Bad Godesberg 1963. → Online-Karte (PDF; 5,3 MB)